# Costa Rica i olympiska sommarspelen 1976
Costa Rica deltog i de olympiska sommarspelen 1976 med en trupp bestående av fem deltagare. Ingen av landets deltagare erövrade någon medalj.

## Bågskytte
Individuellt, herrar:
- Juan Wedel — 2165 poäng (→ 34:e plats)
- Luis Gonzalez — 2005 poäng (→ 37:e plats)

## Cykling
Linjelopp, individuellt
- Carlos Alvarado — fullföljde inte (→ ingen placering)